# Mémoires de Mary Watson
Pour les articles homonymes, voir Mary Watson.
Les Mémoires de Mary Watson est un roman de Jean Dutourd paru en 1980. Il narre la vie de la jeune Mary Morstan de sa prime jeunesse jusqu'à son mariage avec le docteur Watson, célèbre acolyte de Sherlock Holmes.
Cette histoire se confond dans une enquête de ces deux personnages écrite par Sir Arthur Conan Doyle intitulée Le Signe des quatre, où le père de Mary aurait volé un trésor dont chaque possesseur décède mystérieusement. 
Sherlock Holmes et le docteur Watson sont chargés de retrouver ce fameux coffre.